# Downtown (Seattle)
Downtown is het centrum en een stadsdistrict van Seattle, Washington. Het stadsdistrict telde 18.004 inwoners in 2010, waarvan 10.590 mannen en 7.414 vrouwen. Downtown bestaat uit vijf wijken. Dit zijn: Belltown, Chinatown/International District, Commercial Core, Denny Triangle en Pioneer Square.
Downtown wordt sinds 1852 bewoond.